# Formolevu
Formolevu är ett släkte av insekter. Formolevu ingår i familjen Derbidae.
Kladogram enligt Catalogue of Life:
| Formolevu | \| \| Formolevu exotiva \| \| \| \| \| \| Formolevu quadrimaculata \| \| \| \| |
|           | \| \| Formolevu exotiva \| \| \| \| \| \| Formolevu quadrimaculata \| \| \| \| |
|           | Formolevu exotiva                                                              |
|           |                                                                                |
|           | Formolevu quadrimaculata                                                       |
|           |                                                                                |